# تیم ملی والیبال مردان چین

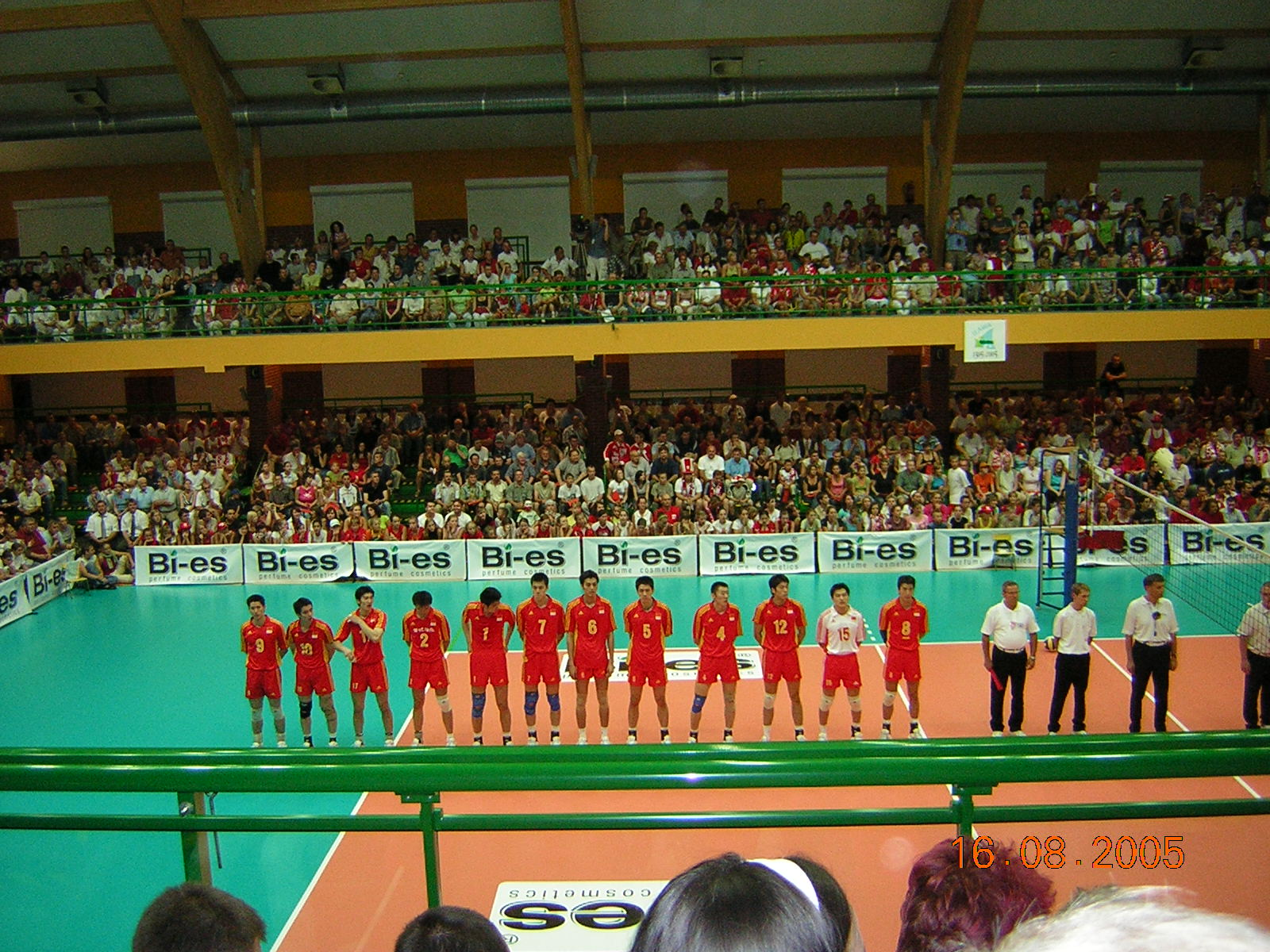
تیم ملی والیبال مردان چین

تیم ملی والیبال مردان چین تیم ملی والیبال مردان کشور چین است.

## نتایج

### بازی‌های المپیک
- ۱۹۸۴ - جایگاه ۸ام
- ۱۹۸۸ - ۲۰۰۴ - شرکت نداشت.
- ۲۰۰۸ - جایگاه ۵ام